# 1641 az irodalomban

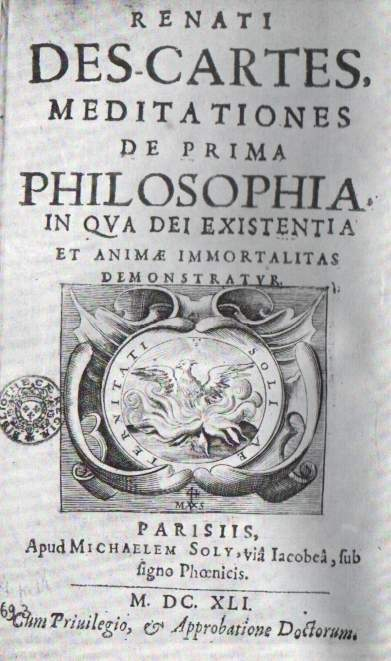
René Descartes: Meditationes...

Az 1641. év az irodalomban.

## Publikációk
- René Descartes latin nyelven megjelent filozófiai munkája: Meditationes de prima Philosophia (Elmélkedések az első filozófiáról), melyet franciául csak 1647-ben tett közzé (Méditations métaphysiques vagy Méditations sur la philosophie première).

## Születések
- ? – Rozsnyai Dávid erdélyi diplomata, történetíró, fordító, a barokk próza képviselője († 1718)
- 1641 körül – William Wycherley angol drámaíró († 1716)